# Xã Saltcreek, Quận Pickaway, Ohio
Xã Saltcreek (tiếng Anh: Saltcreek Township) là một xã thuộc quận Pickaway, tiểu bang Ohio, Hoa Kỳ. Năm 2010, dân số của xã này là 2.925 người.